# Jan Romocki
Jan Romocki herbu Prawdzic, ps. Bonawentura (ur. 17 kwietnia 1925 w Warszawie, zm. 18 sierpnia 1944 tamże) – podporucznik Armii Krajowej, podharcmistrz, poeta.

## Lata młodzieńcze
Był synem Pawła i Jadwigi z Niklewiczów, młodszym bratem Andrzeja oraz starszym bratem Tomasza (zmarłego w dzieciństwie). Uczył się w Gimnazjum i Liceum Tow. Ziemi Mazowieckiej, które ukończył na tajnych kompletach, uzyskując w 1943 maturę. Był członkiem 21. Warszawskiej Drużyny Harcerskiej imienia Ignacego Prądzyńskiego, działającej przy tej szkole.

## W konspiracji
Pracę konspiracyjną rozpoczął w 1941 w organizacji młodzieżowo-wychowawczej „Przyszłość” („PET”), w grupie mokotowskiej. Od jesieni 1941, gdy „PET” włączył się w prace organizacji „Wawer”, Romocki brał udział w akcjach małego sabotażu. Pod koniec 1942 r. po włączeniu „PET”-u do Szarych Szeregów, został członkiem drużyny „Sad 400" hufca Południe warszawskich Grup Szturmowych, podporządkowanych Kierownictwu Dywersji Komendy Głównej Armii Krajowej i przeszedł szkolenie dywersyjne i wojskowe. W sierpniu 1943 uczestniczył w wystawieniu do akcji odbicia więźniów pod Jaktorowem. W lecie 1943 przeszedł do drużyny „Sad 300", a po utworzeniu 1 września 1943 batalionu „Zośka” został mianowany dowódcą 4 drużyny w plutonie „Alek” kompanii „Rudy”. Na początku 1944 przeszedł do plutonu „Sad” tejże kompanii, mianowany dowódcą 1 drużyny. W kwietniu 1944 uczestniczył w trzydniowych ćwiczeniach w terenie, które odbyły się na zakończenie kursu Szkoły Podchorążych „Agricola”, której Romocki był elewem od września 1943.
Z lat 1940-43 pochodzi twórczość poetycka Bonawentury. Z kilkunastu zachowanych wierszy najbardziej znane są: zwracająca uwagę głęboko przeżywaną problematyką chrześcijańską Modlitwa (zwana też Modlitwą Bonawentury bądź Modlitwą Szarych Szeregów) z czerwca 1942, Groźba ze stycznia 1943, Gdy zabraknie łez. Ogłosił je Aleksander Kamiński w książce „Zośka i Parasol”.
W dniach 4/5 kwietnia 1944 Bonawentura uczestniczył w akcji wysadzenia mostu kolejowego na rzece Wisłok koło wsi Tryńcza. Szkołę Podchorążych Rezerwy ukończył w maju 1944 z 17 lokatą i rozkazem z 25 V 1944 otrzymał stopień plutonowego podchorążego.

## W powstaniu warszawskim
Dnia 1 sierpnia 1944 został mianowany podharcmistrzem i uczestniczył w powstaniu warszawskim; odznaczył się w walkach na Woli. Za poprowadzenie do natarcia w dniu 4 sierpnia 1944 odznaczony Krzyżem Walecznych. W natarciu tym był ranny.
W natarciu na Stawki w dniu 12 sierpnia został powtórnie ranny, tym razem bardzo ciężko. Na wniosek Jana Mazurkiewicza (dowódcy Zgrupowania „Radosław”) z dnia 14 sierpnia 1944 został mu nadany w sierpniu 1944 stopień podporucznika. Zginął 18 sierpnia 1944 od bomby lotniczej, w szpitalu na ul. Miodowej 23. Pochowano go na Cmentarzu Wojskowym na Powązkach w Warszawie w kwaterze batalionu „Zośka” (kwatera A20-5-22). Rozkazem Dowódcy AK z 21 sierpnia 1944 został Bonawenturze nadany Order Virtuti Militari V kl. „za wyjątkową odwagę osobistą wykazaną w walkach i za bohaterskie, pełne poświęcenia prowadzenie natarcia na nieprzyjaciela w rejonie Powązek”.

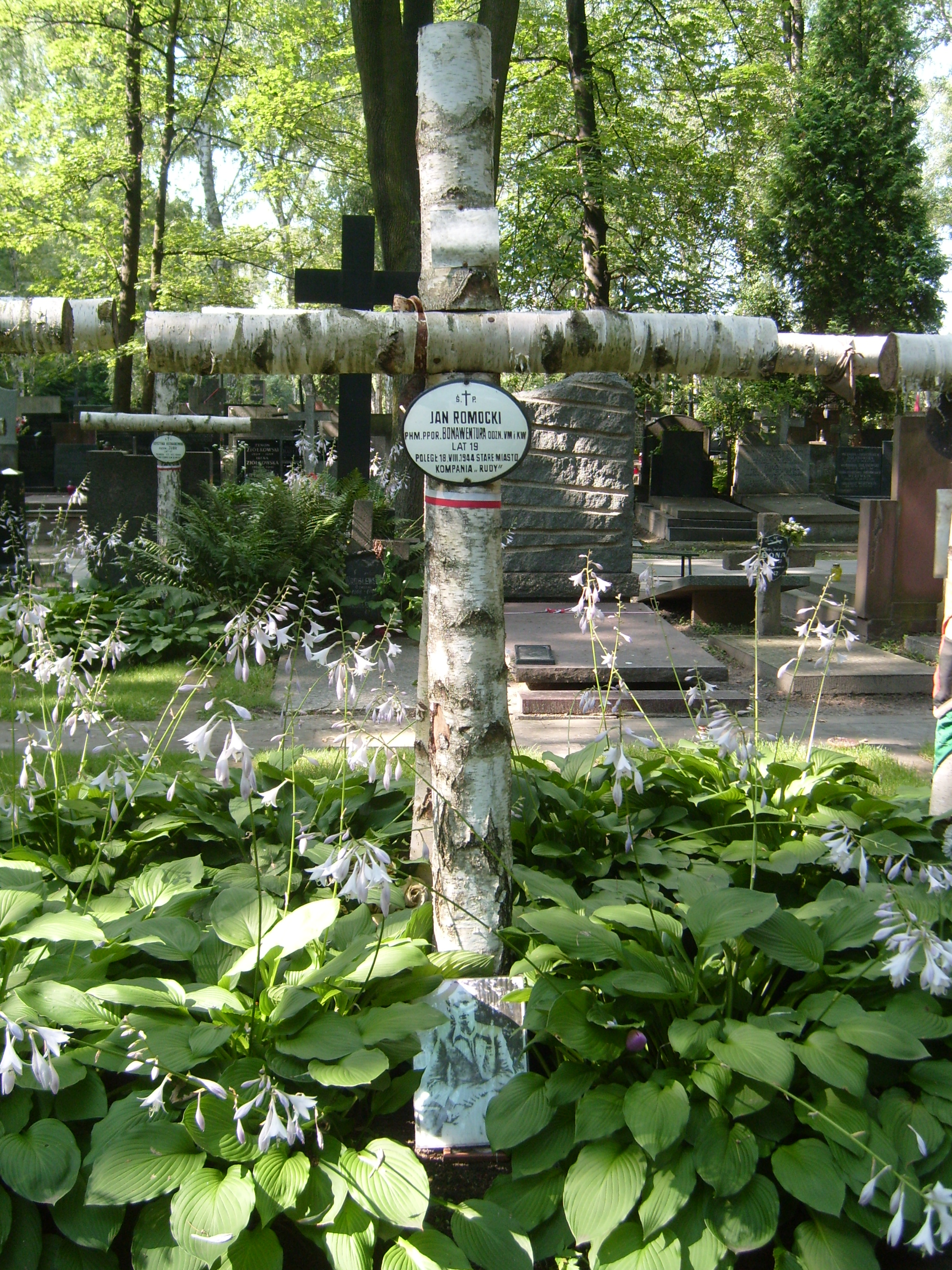
Grób Jana Romockiego na Powązkach Wojskowych w Warszawie.

## Odznaczenia
- Krzyżem Walecznych - 4 sierpnia 1944
- Srebrny Krzyż Orderu Virtuti Militari V kl. - 21 sierpnia 1944. Order został zweryfikowany pozytywnie uchwałą Kapituły Orderu Wojennego Virtuti Militari z dnia 13 października 2011[3].
- Krzyż Armii Krajowej - 16 lipca 1985[4].

## Poezja
Wiersz autorstwa Jana Romockiego pod tytułem „Groźba” wykorzystał zespół Lao Che na singlu o tym samym tytule z 2005 roku oraz na koncertowym DVD wydanym w 2006.

Wiersz autorstwa Jana Romockiego pod tytułem „Modlitwa” wykorzystał zespół Contra Mundum, nadając singlowi taki sam tytuł 2016.

## Upamiętnienie
Jan Romocki jest patronem:
- 45. Krakowskiej Drużyny Harcerzy TRAMPY
- 8. Szczecińskiej Drużyny Harcerzy „Płomień” (wraz z bratem Andrzejem)
- 5 Drużyny Harcerskiej „Ad Astra” w Trzebini (wraz z bratem Andrzejem)
- 33 WDH im. Braci Romockich w Piasecznie.
- VII Dębowego Szczepu im. Jana Romockiego w Radomsku
- 29 Białostockiej Drużyny Wędrowniczej im. Braci Romockich
- 7 Osieleckiej Drużyny Harcerskiej „Bojowa Szkoła”

Na podstawie wspomnień matki (zawartych w prowadzonym przez nią pamiętniku) powstał paradokumentalny film o Andrzeju i Janie Romockich pt. Warszawska Niobe.